# Christian Manfredini
Christian José Manfredini Sisostri (Port-Bouët, 1º maggio 1975) è un dirigente sportivo, allenatore di calcio ed ex calciatore italiano naturalizzato ivoriano, di ruolo centrocampista.

## Biografia
Nato in Costa d'Avorio, è stato adottato da una famiglia italiana di Battipaglia (SA) all'età di cinque anni.
Possiede il passaporto italiano.
Attualmente risiede in Toscana, a Prato, dove è sposato con una donna di Pistoia, conosciuta durante il periodo alla Pistoiese. Ha due figli; il più grande, Christian Jr (nato nel 2001), ha intrapreso la carriera cestistica.

## Caratteristiche tecniche

### Giocatore
Giocatore agile e veloce, dotato di un'ottima velocità scatto, è stato uno dei protagonisti del Chievo dei primi anni 2000, squadra che portò alla promozione in Serie A. Ottimo rifinitore, era in grado di calciare molto bene con entrambi i piedi.

## Carriera

### Giocatore

#### Club

##### Gli esordi
Cresciuto nelle giovanili della Juventus, emerge tra i punti fermi della formazione Primavera bianconera che, allenata da Cuccureddu e trascinata da un promettente Del Piero, nella stagione 1993-1994 conquista il Torneo di Viareggio e il campionato di categoria. Dopo aver girovagato nei campionati minori in Serie C1 e Serie C2, passa al Cosenza che lo fa esordire in Serie B all'età di 23 anni. Nella compagine rossoblù resta una sola stagione mettendo a segno 4 gol in 32 partite. Nella stagione successiva, allenato da Bortolo Mutti e Gigi De Rosa, dopo aver fatto il ritiro col Cosenza e giocato gare di Coppa Italia, a settembre viene trasferito.

##### Chievo
Passa al Genoa con cui gioca un altro campionato di Serie B. A fine stagione viene ceduto al Chievo di Delneri.
Con la squadra veronese vive i migliori momenti della sua carriera: disputa infatti un campionato ad alti livelli e ottiene la promozione in Serie A, la prima assoluta per la piccola compagine clivense. Con la matricola gialloblù esordisce nella massima serie il 26 agosto 2001 nel match Fiorentina-Chievo Verona (0-2). Si rivela ancora una volta come uno dei migliori giocatori della squadra e di tutto il campionato: gioca in totale 28 partite di campionato, realizza 2 reti e fornisce innumerevoli assist ai compagni, rivelandosi una delle migliori ali del torneo.

##### Lazio, vari prestiti e di nuovo Lazio
A fine stagione ha sul mercato richieste importanti e così viene ingaggiato con la formula della comproprietà dalla Lazio del presidente Sergio Cragnotti, formazione allenata da Roberto Mancini con ambiziosi obiettivi. Tuttavia con i biancocelesti trova poco spazio, sicché a gennaio del 2003 passa in prestito all'Osasuna, in Spagna, dove totalizza 11 presenze e un gol.
Al termine del campionato rientra alla Lazio, che intanto risolve a proprio favore la comproprietà e lo gira poi in prestito alla Fiorentina, impegnata nel torneo cadetto. Poi a gennaio del 2004 viene prestato al Perugia in Serie A. Con gli umbri retrocede dopo uno spareggio con la sesta classificata della Serie B, per altro sua ex squadra, ovvero la Fiorentina.
Dalla stagione 2004-2005, rientrato ancora una volta alla Lazio, gioca con poca continuità nel massimo campionato, ma nelle annate che seguono è impiegato più spesso dal tecnico Delio Rossi, e va in gol con il Werder Brema (in Champions League), segna quindi alla Reggina, all'Empoli, al Palermo e due volte al Messina (in Serie A) e contro il Benevento in una sfida della Coppa Italia 2008-2009, edizione vinta proprio dalle Aquile.
Nelle stagioni 2009-2010 e 2010-2011 Manfredini rimane fuori rosa, non scendendo mai in campo né in coppa né in campionato.

##### Ultimi anni
Il 16 luglio 2011 la Sambonifacese annuncia l'acquisto di Manfredini a parametro zero, dopo che il contratto con la Lazio era scaduto il 30 giugno 2011. Si svincola dal club veronese durante il mercato invernale.
Il 14 maggio 2012 il presidente dell'Agropoli, neopromossa in Serie D, annuncia l'acquisto per la stagione 2012-2013 dello svincolato Manfredini. Il 16 gennaio 2013 scende ancora di categoria, firmando per il Picciola, squadra di Pontecagnano Faiano militante in Promozione.

#### Nazionale
Nella sua carriera ha aspettato a lungo, vanamente, una convocazione nella nazionale italiana guidata all'epoca da Giovanni Trapattoni, finché non ha accettato la convocazione del suo Paese d'origine, la Costa d'Avorio, con la quale ha segnato all'esordio contro la Spagna, senza venir convocato nuovamente nelle partite successive. Alla fine del 2008 viene nuovamente convocato nella rappresentativa ivoriana dal selezionatore Vahid Halilhodžić per una partita contro Israele, mettendo a referto la sua seconda e ultima presenza.

### Allenatore e dirigente
Dopo due anni dal ritiro nel calcio giocato, nel 2016 intraprende la carriera di allenatore. La sua prima esperienza, nel Valdiano, squadra dilettantistica di Teggiano e militante nel campionato campano di Eccellenza, è molto breve chiudendosi con l'esonero appena il successivo 14 ottobre, dopo un pessimo inizio di stagione.
Dopo aver lavorato nella stagione 2017-2018 come tecnico delle giovanili dello Spezzano Albanese, nel 2020 diviene responsabile del settore giovanile del Bassano.
Il 18 agosto 2023 diventa allenatore dell'under-19 Nazionale del Pinerolo.

## Statistiche

### Presenze e reti nei club
| Stagione            | Squadra             | Campionato      | Campionato | Campionato | Coppe nazionali | Coppe nazionali | Coppe nazionali | Coppe continentali | Coppe continentali | Coppe continentali | Altre coppe | Altre coppe | Altre coppe | Totale | Totale |
| Stagione            | Squadra             | Comp            | Pres       | Reti       | Comp            | Pres            | Reti            | Comp               | Pres               | Reti               | Comp        | Pres        | Reti        | Pres   | Reti   |
| ------------------- | ------------------- | --------------- | ---------- | ---------- | --------------- | --------------- | --------------- | ------------------ | ------------------ | ------------------ | ----------- | ----------- | ----------- | ------ | ------ |
| 1993-1994           | Juventus            | A               | 0          | 0          | CI              | 0               | 0               | CU                 | 0                  | 0                  | -           | -           | -           | 0      | 0      |
| 1994-1995           | Pistoiese           | C1              | 14         | 1          | CI-C            | 5               | 1               | -                  | -                  | -                  | -           | -           | -           | 19     | 2      |
| 1995-1996           | Viterbese           | C2              | 32         | 3          | CI-C            | 3               | 0               | -                  | -                  | -                  | -           | -           | -           | 35     | 3      |
| 1996-1997           | Avezzano            | C1              | 30         | 2          | CI-C            | 4               | 2               | -                  | -                  | -                  | -           | -           | -           | 34     | 4      |
| 1997-1998           | Fermana             | C1              | 26         | 3          | CI-C            | 3               | 1               | -                  | -                  | -                  | -           | -           | -           | 29     | 4      |
| 1998-1999           | Cosenza             | B               | 32         | 4          | CI              | 4               | 0               | -                  | -                  | -                  | -           | -           | -           | 36     | 4      |
| lug.-ago. 1999      | Cosenza             | B               | 0          | 0          | CI              | 3               | 0               | -                  | -                  | -                  | -           | -           | -           | 3      | 0      |
| Totale Cosenza      | Totale Cosenza      |                 | 32         | 4          |                 | 7               | 0               |                    | -                  | -                  |             | -           | -           | 39     | 4      |
| ago. 1999-2000      | Genoa               | B               | 25         | 2          | CI              | 2               | 0               | -                  | -                  | -                  | -           | -           | -           | 27     | 2      |
| 2000-2001           | ChievoVerona        | B               | 36         | 7          | CI              | 2               | 0               | -                  | -                  | -                  | -           | -           | -           | 38     | 7      |
| 2001-2002           | ChievoVerona        | A               | 28         | 2          | CI              | 3               | 0               | -                  | -                  | -                  | -           | -           | -           | 31     | 2      |
| Totale ChievoVerona | Totale ChievoVerona |                 | 64         | 9          |                 | 5               | 0               |                    | -                  | -                  |             | -           | -           | 69     | 9      |
| 2002-gen. 2003      | Lazio               | A               | 3          | 0          | CI              | 3               | 0               | CU                 | 6                  | 1                  | -           | -           | -           | 12     | 1      |
| gen.-giu. 2003      | Osasuna             | PD              | 11         | 1          | CR              | 3               | 2               | -                  | -                  | -                  | -           | -           | -           | 14     | 3      |
| 2003-gen. 2004      | Fiorentina          | B               | 10         | 1          | CI-C            | 2               | 0               | -                  | -                  | -                  | -           | -           | -           | 12     | 1      |
| gen.-giu. 2004      | Perugia             | A               | 14         | 0          | CI              | 2               | 1               | -                  | -                  | -                  | -           | -           | -           | 16     | 1      |
| 2004-2005           | Lazio               | A               | 16         | 1          | CI              | 1               | 0               | CU                 | 4                  | 0                  | SI          | 0           | 0           | 21     | 1      |
| 2005-2006           | Lazio               | A               | 26         | 2          | CI              | 3               | 1               | Int                | 4                  | 0                  | -           | -           | -           | 33     | 3      |
| 2006-2007           | Lazio               | A               | 25         | 2          | CI              | 2               | 0               | -                  | -                  | -                  | -           | -           | -           | 27     | 2      |
| 2007-2008           | Lazio               | A               | 23         | 0          | CI              | 4               | 0               | UCL                | 5                  | 1                  | -           | -           | -           | 32     | 1      |
| 2008-2009           | Lazio               | A               | 8          | 0          | CI              | 3               | 1               | -                  | -                  | -                  | -           | -           | -           | 11     | 1      |
| 2009-2010           | Lazio               | A               | 0          | 0          | CI              | 0               | 0               | UEL                | 0                  | 0                  | SI          | 0           | 0           | 0      | 0      |
| 2010-2011           | Lazio               | A               | 0          | 0          | CI              | 0               | 0               | -                  | -                  | -                  | -           | -           | -           | 0      | 0      |
| Totale Lazio        | Totale Lazio        |                 | 101        | 5          |                 | 16              | 2               |                    | 19                 | 2                  |             | 0           | 0           | 136    | 9      |
| 2011-2012           | Sambonifacese       | 2D              | 11         | 0          | CI-LP           | 3               | 0               | -                  | -                  | -                  | -           | -           | -           | 14     | 0      |
| 2012-gen. 2013      | Agropoli            | D               | 2          | 0          | CI-D            | 1               | 1               | -                  | -                  | -                  | -           | -           | -           | 3      | 1      |
| gen.-giu. 2013      | Picciola            | Prom.           | 0          | 0          | -               | -               | -               | -                  | -                  | -                  | -           | -           | -           | 0      | 0      |
| 2013-2014           | Picciola            | Prom.           | 0          | 0          | -               | -               | -               | -                  | -                  | -                  | -           | -           | -           | 0      | 0      |
| Totale Picciola     | Totale Picciola     |                 | 0          | 0          |                 | -               | -               |                    | -                  | -                  |             | -           | -           | 0      | 0      |
| Totale carriera     | Totale carriera     | Totale carriera | 372        | 31         |                 | 56              | 10              |                    | 19                 | 2                  |             | 0           | 0           | 438    | 43     |

### Cronologia delle presenze e reti in nazionale
| Cronologia completa delle presenze e delle reti in nazionale ― Costa d'Avorio | Cronologia completa delle presenze e delle reti in nazionale ― Costa d'Avorio | Cronologia completa delle presenze e delle reti in nazionale ― Costa d'Avorio | Cronologia completa delle presenze e delle reti in nazionale ― Costa d'Avorio | Cronologia completa delle presenze e delle reti in nazionale ― Costa d'Avorio | Cronologia completa delle presenze e delle reti in nazionale ― Costa d'Avorio | Cronologia completa delle presenze e delle reti in nazionale ― Costa d'Avorio | Cronologia completa delle presenze e delle reti in nazionale ― Costa d'Avorio |
| Data                                                                          | Città                                                                         | In casa                                                                       | Risultato                                                                     | Ospiti                                                                        | Competizione                                                                  | Reti                                                                          | Note                                                                          |
| ----------------------------------------------------------------------------- | ----------------------------------------------------------------------------- | ----------------------------------------------------------------------------- | ----------------------------------------------------------------------------- | ----------------------------------------------------------------------------- | ----------------------------------------------------------------------------- | ----------------------------------------------------------------------------- | ----------------------------------------------------------------------------- |
| 1-3-2006                                                                      | Valladolid                                                                    | Spagna                                                                        | 3 – 2                                                                         | Costa d'Avorio                                                                | Amichevole                                                                    | 1                                                                             |                                                                               |
| 19-11-2008                                                                    | Tel Aviv                                                                      | Israele                                                                       | 2 – 2                                                                         | Costa d'Avorio                                                                | Amichevole                                                                    | -                                                                             |                                                                               |
| Totale                                                                        |                                                                               | Presenze                                                                      | 2                                                                             |                                                                               | Reti                                                                          | 1                                                                             |                                                                               |

## Palmarès

### Giocatore

#### Club

##### Competizioni giovanili
- Campionato Primavera: 1

Juventus: 1993-1994
- Torneo di Viareggio: 1

Juventus: 1994

##### Competizioni nazionali
- Coppa Italia: 1

Lazio: 2008-2009
- Supercoppa italiana: 1

Lazio: 2009